# Tocantinsia
Tocantinsia is een monotypisch geslacht van straalvinnige vissen uit de familie van de houtmeervallen (Auchenipteridae).

## Soort
- Tocantinsia piresi (Miranda Ribeiro, 1920)